# East Chevington
 (février 2024).
East Chevington est une paroisse civile du Northumberland, en Angleterre. La population de la paroisse civile au recensement de 2011 était de 3 951 habitants.